# Michael Asselstine
Michael Stanley David Asselstine (ur. 5 października 1989) – kanadyjski zapaśnik walczący w stylu wolnym. Zajął 21 miejsce na mistrzostwach świata w 2015 i 2018 roku. 
Srebrny medalista mistrzostw panamerykańskich w 2014. Złoto na igrzyskach frankofońskich w 2013.   Osiemnasty na Uniwersjadzie w 2013. Zawodnik University of Alberta.